# Trauer-Amarant
Amaranthus hypochondriacus, als Zierpflanze Trauer-Amarant oder Trauer-Fuchsschwanz genannt, ist eine Pflanzenart aus der Gattung Amarant (Amaranthus) innerhalb der Familie Fuchsschwanzgewächse (Amaranthaceae). Diese alte Kulturpflanze stammt aus dem südwestlichen Nordamerika oder aus Zentralamerika und zählt zu den Pseudogetreiden, weil die Samen ähnlich Getreide verwendet werden können, auch wenn die Art nicht, wie die echten Getreide, zu den Süßgräsern gehört. Die Art wird, oder wurde bis vor kurzem, in Subsistenzlandwirtschaft in Mexiko und am Fuße des Himalaya in Ostasien angebaut, gilt aber wegen der geringen Erntemengen als wirtschaftlich unbedeutend. Seit den 1980er Jahren wird sie aber aufgrund einiger günstiger Eigenschaften für einen erweiterten Anbau erneut geprüft, vor allem als Spezialität in den Industrieländern. Das Produkt wird Amarant genannt und im Handel nicht von denjenigen anderer Amaranthus-Arten wie dem Garten-Fuchsschwanz unterschieden. Außerdem kann der Trauer-Amarant auch noch als Gemüsepflanze genutzt werden.

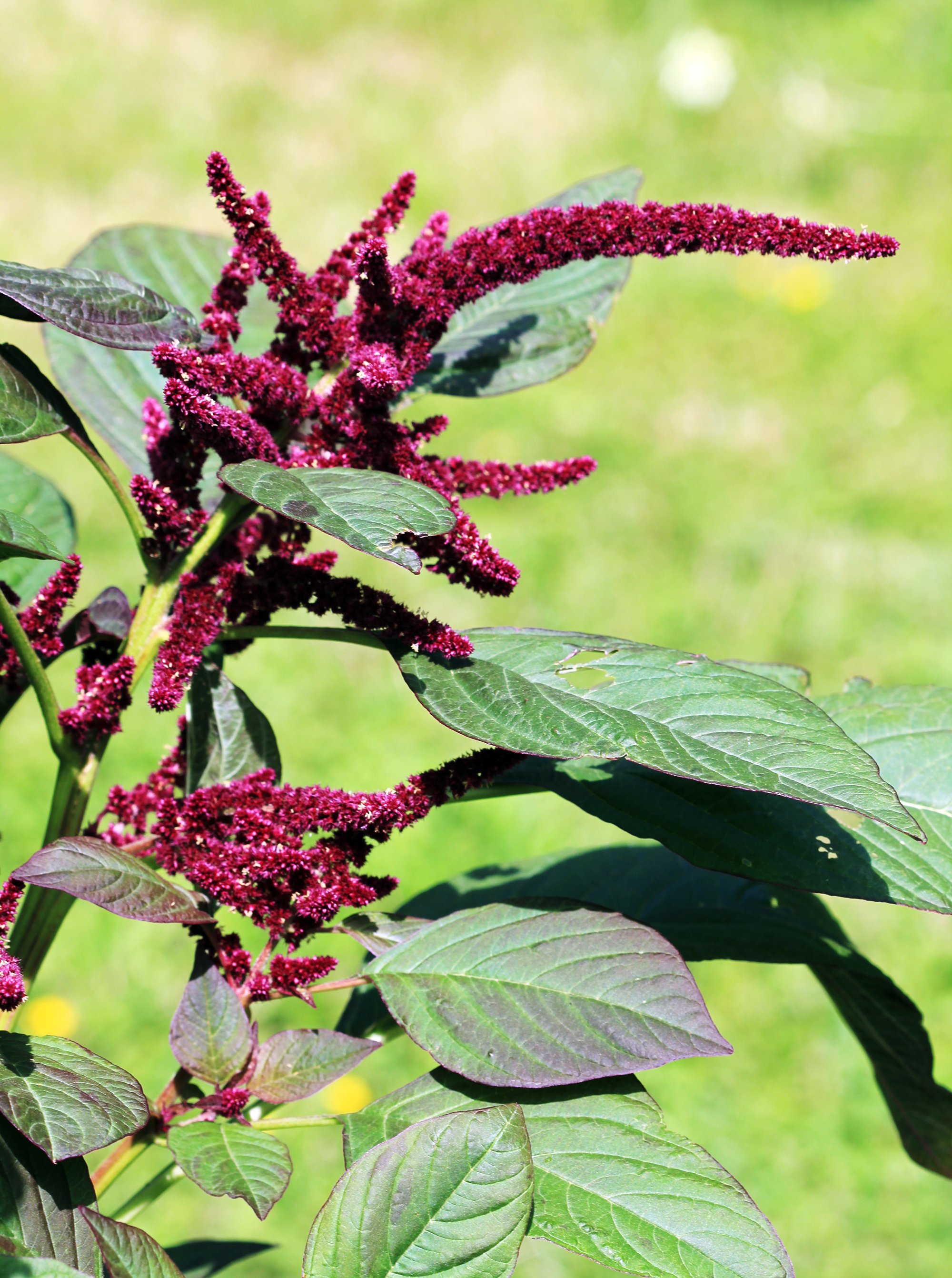
Habitus

## Beschreibung

### Vegetative Merkmale
Bei Amaranthus hypochondriacus handelt es sich um eine einjährige, krautige Pflanze. Sie erreicht im natürlichen Areal Wuchshöhen etwa 2 Metern (von 0,4 bis etwa 2,5 Metern, in China im Ganzen kleiner). Er bildet eine starke Pfahlwurzel. Der aufrechte, rippige Stängel ist unterhalb des Blütenstands wenig verzweigt und ist grün gefärbt oder purpurrot überlaufen; er ist kahl oder oberwärts flaumig behaart.
Die spiralig-wechselständig angeordneten, kahlen, elliptisch bis ovaten, fiedernervigen, grünen, manchmal rötlich, violetten Laubblätter sind in Blattstiel und Blattspreite gegliedert und sind ohne Nebenblätter. Der relativ lange, gefurchte Blattstiel der unteren Stängelblätter ist etwa so lang wie die Blattspreite, derjenige der oberen ist kürzer. Die einfache Blattspreite ist bei einer Länge von 4 bis 12 Zentimetern, sowie einer Breite von 2 bis 7 Zentimetern, rhombisch-eiförmig bis breit-lanzettlich, mit keilförmigen Spreitengrund und keilförmigem, stumpfem oder etwas ausgerandetem oberen Ende. Ihr Blattrand ist glatt oder etwas gewellt.

### Generative Merkmale
Der endständige, bis 45 Zentimeter lange Blütenstand (eine Thyrse) ist zumindest in den oberen Teilen blattlos, meist ist er aus steifen, rutenartigen Teilblütenständen zusammengesetzt. Blütenstand und Blüten sind einheitlich meist dunkel purpurrot gefärbt, selten können sie auch rot, gelblich oder grün sein. Die meistens drei, wie die Blüten gefärbten, Tragblätter sind lanzettlich oder schmäler (pfriemlich) mit einer stacheligen Spitze und länger als die Blütenhülle und steif.
Die fast stiellosen (subsessil) Blüten sind immer eingeschlechtig. Die weiblichen Blüten mit drei Narben besitzen fünf, die männlichen drei bis fünf obovate, spitze, überlappende Perigonblätter, sie sind etwa 3 Millimeter lang und meist untereinander ungleich. Die männlichen Blüten besitzen fünf Staubblätter und sitzen dabei in den oberen Teilen des Blütenstandes.
Aus dem oberständigen Fruchtknoten entwickeln sich einsamige, mit Ringriss aufspringende, kugelförmig ovoide Kapsel (ein Pyxidium oder Utrikel), diese sind etwas größer als die Blütenhülle. Die linsenartigen (lentikularen), ellipsoiden Pseudogetreide-Samen sind meist weiß gefärbt, sie können aber von rosafarben über rotbraun bis fast schwarz verschiedene Farben annehmen. Sie erreichen nur 1 bis 1,5 Millimeter Durchmesser und sind glatt und glänzend. Der  zweikeimblättrige Embryo ist krummläufig (kampylotrop) angelegt und umringt das stärkereiche Perisperm median. Die Tausendkornmasse beträgt nur 0,4–1,1 Gramm, sie sind epigäisch keimend.
Die Chromosomengrundzahl beträgt x = 16, 17; es liegt Diploidie vor, mit einer Chromosomenzahl von 2n = 32, 34.

## Unterscheidung zu verwandten Arten
Amaranthus hypochondriacus ist von den Kulturpflanzen Amaranthus caudatus und Amaranthus cruentus am leichtesten an den steifen, nicht hängenden Teilblütenständen zu unterscheiden. Von der teilweise sehr ähnlichen Amaranthus powellii unterscheiden u. a. die größeren Teilblütenstände, die bei Amaranthus hypochondriacus 30 Zentimeter Länge überschreiten können

## Ökologie
Amaranthus hypochondriacus gehört zu den C4-Pflanzen und ist eine qualitative Kurztagpflanze (KTP).
Amaranthus hypochondriacus ist ein Wärmekeimer, der bei Bodentemperaturen von 15 bis 18 °C keimt. Amaranthus hypochondriacus ist Selbstbestäuber (autogam) daneben auch windbestäubt. Er wächst bis in eine Höhe von 2000 Metern, ist aber nicht frostresistent und bevorzugt einen durchlässigen, fruchtbaren Boden in sonniger Lage, sowie einen leicht-sauren bis -alkalischen pH-Wert, der Temperaturbereich liegt bei 10–32 °C, der Niederschlag sollte nicht zu groß sein.

## Vorkommen
Der Trauer-Amarant ist einheimisch in Nord- und Mittelamerika. In Südamerika, Asien, Afrika, Europa und Neuseeland ist er ein Neophyt. In Europa kommt er eingebürgert in Portugal, Spanien, Frankreich, den Niederlanden, Schweiz, Italien, Kroatien, Albanien, Griechenland, Bulgarien, auf der Krim und in der Türkei vor. Die ökologischen Zeigerwerte nach Landolt et al. 2010 sind in der Schweiz: Feuchtezahl F = 2+ (frisch), Lichtzahl L = 4 (hell), Reaktionszahl R = 4 (neutral bis basisch), Temperaturzahl T = 4+ (warm-kollin), Nährstoffzahl N = 4 (nährstoffreich), Kontinentalitätszahl K = 2 (subozeanisch).

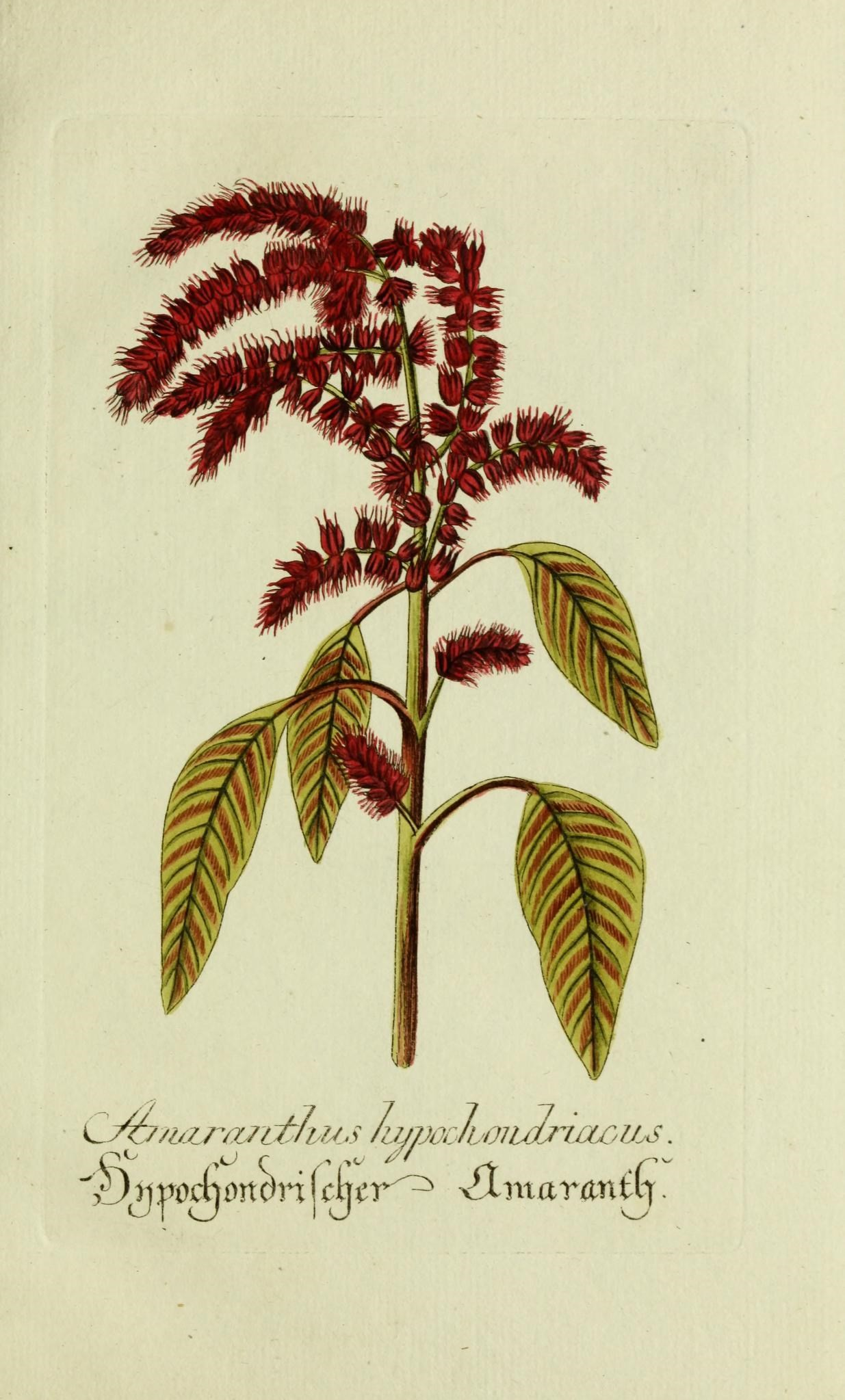
Illustration

## Anbau und Geschichte
Reste von Amaranthus hypochondriacus wurden in einer indianischen Ansiedlung in Arizona gefunden, die auf etwa 1350 bis 1400 nach Christus datiert wird. Eine Domestizierung dieser Art in dieser Region wird angenommen, vor allem gestützt auf die natürliche Verbreitung von Amaranthus powellii, die als wilde Stammart dieser Kulturpflanze gilt. Ein Anbau in Subsistenzwirtschaft durch die Pima und Paiute könnte hier bis ins ausgehende 19. Jahrhundert stattgefunden haben. In Mexiko wurde Amaranthus hypochondriacus, wohl gemeinsam mit den anderen kultivierten Amaranthus-Arten, von den Azteken huauhtli genannt, sie war zur Zeit der spanischen Eroberung aber wohl die am meisten kultivierte Art der Gattung. Die Bedeutung der Art war hoch, der König Moctezuma II. soll aus Zentralmexiko Tribute von huauhtli erhalten haben, die etwa dieselbe Menge wie die von Mais erreichten. Durch die Bedeutung dieser Art in verschiedenen religiösen Zeremonien wurde ihr Anbau von den spanischen Kolonisatoren mit Misstrauen betrachtet, setzte sich aber in abgelegenen ländlichen Regionen bis ins 20. Jahrhundert fort. Der Anbau in Ostasien (unter den Namen bathu oder batu) erreichte zeitweise noch höhere Bedeutung als derjenige in der ursprünglichen Heimat. Die Art erreichte Asien auf unbekannten Wegen; ihr Anbau war bereits traditionell und allgemein üblich, als die ersten westlichen Forschungsreisenden in die Region vordrangen. Linné beschrieb nach Herbarmaterial, die ihm aus Indien zugesandt worden waren, diese Art unter dem Namen Amaranthus flavus ein zweites Mal. Anbauregionen lagen vor allem in Indien, mit Schwerpunkt in den Bergländern am westlichen Fuß des Himalaya, aber auch auf dem Dekkan-Plateau und der Insel Sri Lanka. Der Anbau erfolgte weit verbreitet, aber fast immer in kleinem Ausmaß, oft nur im Gartenland oder als einzelne Reihen zwischen anderen Kulturpflanzenarten, überwiegend in Höhenlagen oberhalb von 1500 Metern. Amaranthus hypochondriacus wird im tropischen Afrika in geringem Umfang angebaut nähere Informationen liegen nicht vor.
Beim traditionellen Anbau wird Amaranthus hypochondriacus meist in kleinen Beeten ausgesät, früher zum Beispiel in den Chinampas genannten „schwimmenden Gärten“ Mexikos. Wichtigste Anbauregionen sind Guerrero, Michoacán, Morelos, Tlaxcala, Puebla und Oaxaca, sowie Guatemala. Der Ertrag wird beim traditionellen Anbau auf etwa 800 bis 1500 Kilogramm per Hektar abgeschätzt. Gedüngte und gut gepflegte Kulturen können bis zu 3000 Kilogramm per Hektar erbringen Amaranthus hypochondriacus gedeiht am besten auf gut dränierten, basischen oder neutralen Böden. Die existierenden Zuchtlinien und Sorten sind überwiegend nicht gut für maschinelle Ernte geeignet.
Neben der geringen, seit langem rückläufigen Subsistenzwirtschaft wird ein moderner Anbau der Pflanzenart etwa seit Mitte der 1980er Jahre erwogen und geprüft; Anbau in geringem Umfang wird in verschiedenen Ländern, darunter auch Mitteleuropa, für den Verkauf in Bioläden oder Reformhäusern durchgeführt. Erntestatistiken liegen aufgrund der geringen Mengen und der fehlenden Differenzierung der Amarant-Arten nicht vor. Günstige Eigenschaften für den Anbau sind: geringer Wasserbedarf, der nur etwa die Hälfte desjenigen von Weizen oder Mais beträgt. Vorteilhafte Eigenschaften der Inhaltsstoffe sind: hoher Proteingehalt der Samen, unter anderem der Aminosäuren Lysin und Methionin. Den in der Pflanze enthaltenen Polyphenolen Rutin, Isoquercitrin und Nicotiflorin werden eine Reihe gesundheitsfördernder Eigenschaften zugeschrieben. Als günstig gilt außerdem der hohe Ballaststoffgehalt. Der Gehalt des in seiner Ernährungswirkung umstrittenen Squalens erreicht etwa 0,5 Prozent des Korngewichts; Squalen soll günstige Auswirkungen auf den Cholesterinspiegel im Blut besitzen, wird aber auch mit einer Reihe gesundheitlicher Probleme in Verbindung gebracht. Auch der Gehalt an verschiedenen Vitaminen ist hoch.

## Verwendung
Die Samen werden zu Mehl gemahlen. Diese werden als Brei gekocht, besonders aber traditionell zu Teigfladen gebacken, die in Mexiko alegrias genannt werden, in Indien chapatis. Da die Samen kein Gluten enthalten, ist das Mehl unvermischt nicht zum Backen von Brot geeignet. Bei der Nutzung werden die hellen Samen bevorzugt, dunkle (die oft auf Einkreuzung verwandter Unkrautarten der Gattung zurückgehen) werden bei der Saat vermieden. Die Samen können alternativ auch ähnlich dem aus Puffmais hergestellten Popcorn durch Erhitzen aufgebacken werden und werden ähnlich wie dieses verwendet. Sowohl in Mexiko wie auch in Indien dienen die Körner als besondere Speise bei bestimmten Festen und Zeremonien. In Indien werden aufgepopte Körner mit Honig oder Sirup für laddoos genannte Süßspeisen verwendet.

## Vorkommen in Deutschland
Trauer-Amarant kommt als verwilderte Kulturpflanze überwiegend subspontan, in der Nähe von angebauten und kultivierten Beständen vor. Echte Verwilderungen und Wildvorkommen dieser Art sind nirgends bekannt geworden. In Deutschland gilt der Trauer-Amarant als unbeständiger Neophyt.

## Systematik
Die Erstveröffentlichung von Amaranthus hypochondriacus erfolgte 1753 durch Carl von Linné nach Herbarmaterial, das aus Nordamerika („habitat in Virginia“) stammt. Synonyme für Amaranthus hypochondriacus L. sind: Amaranthus chlorostachys subsp. erythrostachys (Moq.) Aellen, Amaranthus flavus L., Amaranthus frumentaceus Buch.-Ham. ex Roxb., Amaranthus amardana Buch.-Ham. in Wall. ex Moq.-Tand., Amaranthus leucocarpus S.Wats., Amaranthus leucospermus S.Wats.
Als wilde Stammart der Kulturpflanze gilt Amaranthus powellii S.Wats., eine Art des südwestlichen Nordamerika, wobei verbreitet Einkreuzung (Introgression) von Amaranthus cruentus angenommen wird, wodurch diese Art hybridogenen Ursprungs wäre; dies wird durch genetische Analysen unterstützt.